# Aufidus floresinus
Aufidus floresinus är en insektsart som beskrevs av Victor Lallemand 1939. Aufidus floresinus ingår i släktet Aufidus och familjen spottstritar. Inga underarter finns listade i Catalogue of Life.